# Nilo Peçanha
Nilo Procópio Peçanha, född 2 oktober 1867, död 31 mars 1924, var Brasiliens president från 14 juni 1909 till 15 november 1910.